# Ernst Kelchner
Ernst Kelchner (* 9. August 1831 in Frankfurt am Main; † 13. Januar 1895 ebenda) war ein deutscher Historiker und Bibliothekar.

## Leben
Kelchner war der Sohn von Johann Andreas Kelchner und von Susanna Barbara, geborene Silbermann. 1859 wurde er Amanuensis der Stadtbibliothek Frankfurt und danach deren Sekretär. In dieser Stelle blieb er bis 1894, als er sich wegen Krankheit pensionieren ließ. Nach seinem Tod erwarb die Stadtbibliothek seine umfangreiche Büchersammlung mit 14.724 Bänden. Kelchner ist Verfasser zahlreicher Artikel in der Allgemeinen Deutschen Biographie. Darüber hinaus verfasste er mehrere philologische und bibliographische Schriften und er zusammen mit Carl Mendelssohn-Bartholdy mehrere Bände mit Briefen der preußischen Gesandten Karl Ferdinand Friedrich von Nagler und Theodor von Rochow am Bundestag an seinen Vater Johann Andreas Kelchner, der in deren Amtszeit erster Kanzlist der preußischen Gesandtschaft in Frankfurt war.

## Schriften
- Catalogus librorum officinae Elzevirianae / Catalogue de l'officine des Elzevir [Lugduni Batavorum 1628]. Mit einer Einleitung von Ernst Kelchner. Joseph Baer, Paris 1880.
- Sechs Gedichte über die Frankfurter Messe. In: Mittheilungen an die Mitglieder des Vereins für Geschichte und Alterthumskunde 6, 2. Frankfurt am Main 1881.
- „Wozu der Lärm?“ Ein Beitrag zur Klärung der sogenannten Judenfrage. Selbstverlag, Frankfurt am Main 1881. Online.
- Die Luther-Drucke der Stadtbibliothek zu Frankfurt am Main 1518–1546. Bibliographisch beschrieben von Ernst Kelchner. Frankfurt am Main 1883. Neudruck: Rodopi, Amsterdam 1969.
- Friedrich Hölderlin in seinen Beziehungen zu Homburg vor der Höhe. Nach den hinterlassenen Vorarbeiten des Bibliothekars J. G. Hamel bearbeitet von Ernst Kelchner. Verlag des Taunusboten, Homburg vor der Höhe 1883, (Mitteilungen des Vereins für Geschichte und Altertumskunde zu Homburg vor der Höhe 3).
- Die Marienthaler Drucke der Stadt-Bibliothek zu Frankfurt am Main. Baer, Frankfurt am Main 1883.
- Der Pergamentdruck der Agenda Ecclesiae Moguntinensis von 1480 der Stadtbibliothek zu Frankfurt am Main. Knauer, Frankfurt am Main 1885.

Herausgabe
- Johann Georg Battonn: Der Kaiserdom zu Frankfurt a. M.: Beiträge zur Geschichte des St. Bartholomäus-Stiftes und seiner Kirche. Aus dem handschriftlichen Nachlasse des Canonicus Johann Georg Battonn. Auffarth, Frankfurt a. M. 1869.
- Briefe des Königlich Preußischen Staatsministers, General-Postmeisters und ehemaligen Bundestags-Gesandten Karl Ferdinand Friedrich von Nagler an einen Staatsbeamten. Als ein Beitrag zur Geschichte des neunzehnten Jahrhunderts. Hrsg. von Ernst Kelchner und Carl Mendelssohn-Bartholdy. 2 Bde. Brockhaus, Leipzig 1869.
- Preussen und Frankreich zur Zeit der Julirevolution. Vertraute Briefe des preussischen Generals von Rochow an den Generalpostmeister von Nagler. Hrsg. von Ernst Kelchner und Carl Mendelssohn-Bartholdy. Brockhaus, Leipzig 1871.
- Briefe des Königlich Preussischen Generals und Gesandten Theodor Heinrich Rochus von Rochow an einen Staatsbeamten. Als Beitrag zur Geschichte des neunzehnten Jahrhunderts. Hrsg. von Ernst Kelchner und Carl Mendelssohn-Bartholdy. Sauerländer, Frankfurt am Main 1873.
- Mess-Memorial des Frankfurter Buchhändlers Michel Harder. Fastenmesse 1569. Hrsg. von Ernst Kelchner und Richard Wülcker. Joseph Baer, Frankfurt am Main & Paris 1873.
- Friedrich von Matthisson: Gedichte. Mit Einleitung und Anmerkungen hrsg. von Ernst Kelchner. Brockhaus, Leipzig 1874.